# Rudy Perpich
Rudolph George Perpich Sr., né le 27 juin 1928 à Carson Lake et mort le 21 septembre 1995 à Minnetonka, est un homme politique américain. Membre du Minnesota Democratic-Farmer-Labor Party, il est gouverneur du Minnesota entre 1976 et 1979 puis entre 1983 et 1991.

## Biographie
Enfant d'immigrés croates mineurs dans l'Iron Range du Minnesota, Rudy Perpich ne parle pas anglais avant d'entrer à l'école,. Après avoir servi dans l'armée de terre en 1946-47, Perpich est diplômé de l'université Marquette en 1954 et devient dentiste.
Perpich entre en politique en 1956 lorsqu'il est élu au conseil des écoles de Hibbing. Il est élu au Sénat du Minnesota en 1962 puis lieutenant-gouverneur en 1970, au côté de Wendell Anderson.
En 1976, lorsque Walter Mondale est élu vice-président des États-Unis, Anderson démissionne de son mandat de gouverneur. Perpich lui succède et nomme Anderson au Sénat des États-Unis en remplacement de Mondale. Ce procédé pour accéder au Sénat est impopulaire auprès des électeurs ; c'est l'une des principales raisons du « massacre du Minnesota » de 1978, qui voit les démocrates perdre le poste de gouverneur (détenu par Perpich) et les deux postes de sénateurs (dont celui d'Anderson),. Perpich est en effet battu par le républicain Al Quie. Ce dernier ne se représente pas en 1982 et Perpich récupère son mandat de gouverneur. Il est réélu en 1986 puis battu en 1990 par Arne Carlson.

### Vie privée
Rudy Perpich est marié à Lola Simic. Ils ont ensemble deux enfants : Rudy Jr. et Mary Sue.

### Articles annexes
- Liste des gouverneurs du Minnesota